# Південно-Східна (станція метро)
55°42′18″ пн. ш. 37°49′05″ сх. д. / 55.70500° пн. ш. 37.81806° сх. д.
«Південно-Східна» (рос. Юго-Восточная) — станція Некрасовської лінії Московського метрополітену. Розташована у районі Вихіно-Жулебіно (ПСАО). Відкрита 27 березня 2020 у складі дільниці Лефортово — Косино.

## Технічна характеристика
Конструкція станції — колонна трипрогінна мілкого закладення (глибина закладення — 23 метри), з двома береговими платформами. Довжина станційного комплексу — 177 м, ширина — 38 м.

## Колійний розвиток
За станцією в сторону з центру є одноколійний оборотний тупик.

## Оздоблення
Оздоблення має відсилання до історичної архітектури південно-східного регіону, відповідно до топонімічних назв прилеглих вулиць. Основними кольорами в оздоблені станції є бежевий, жовтий, чорний і сірий, головною особливістю — світловідбиваючі плафони-купола. Підлога станції оздоблена коричневим гранітом, стеля — декоративною чорною штукатуркою. Стіни оздоблені травертином, полірованим або шліфованим вапняком.

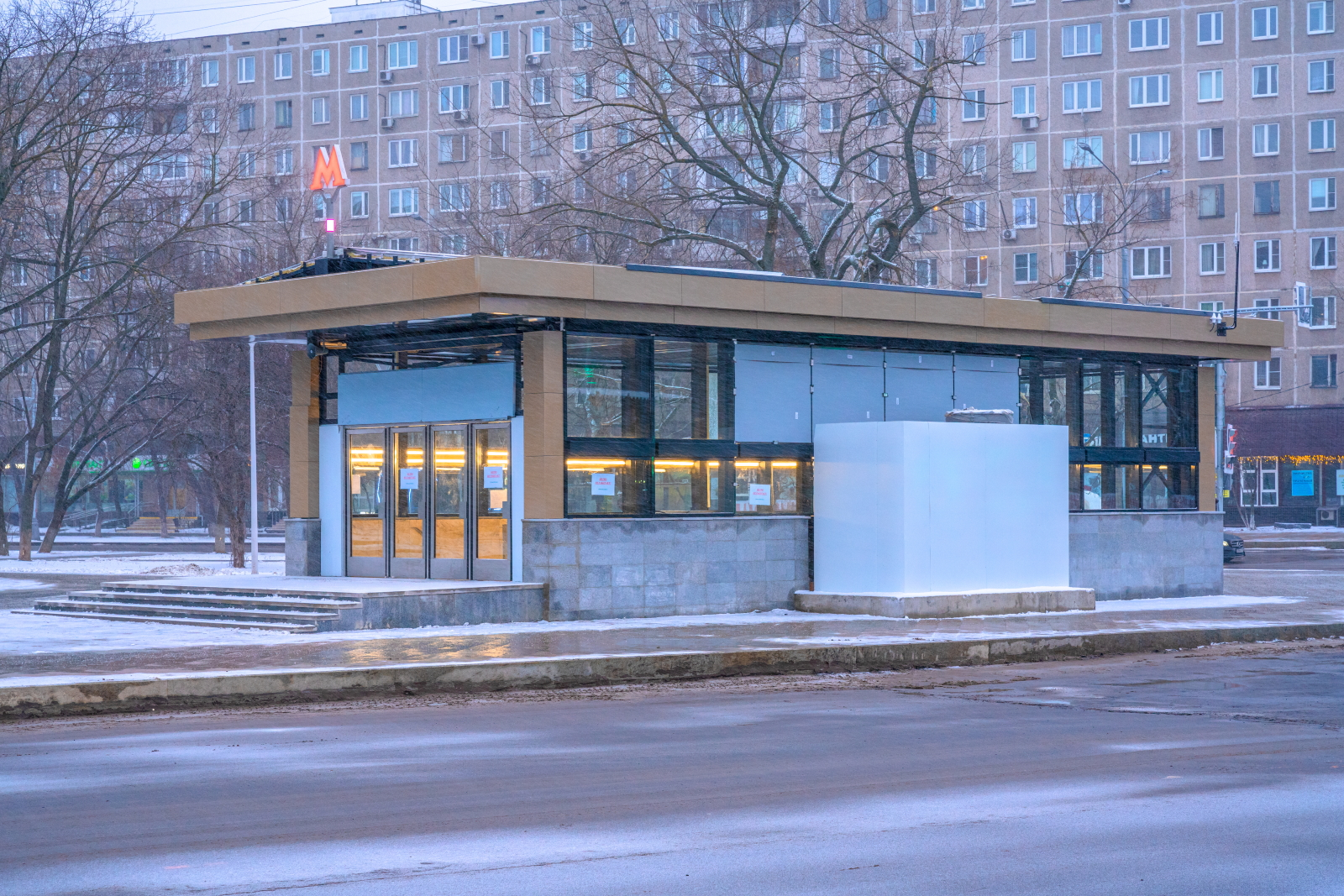
Вхід
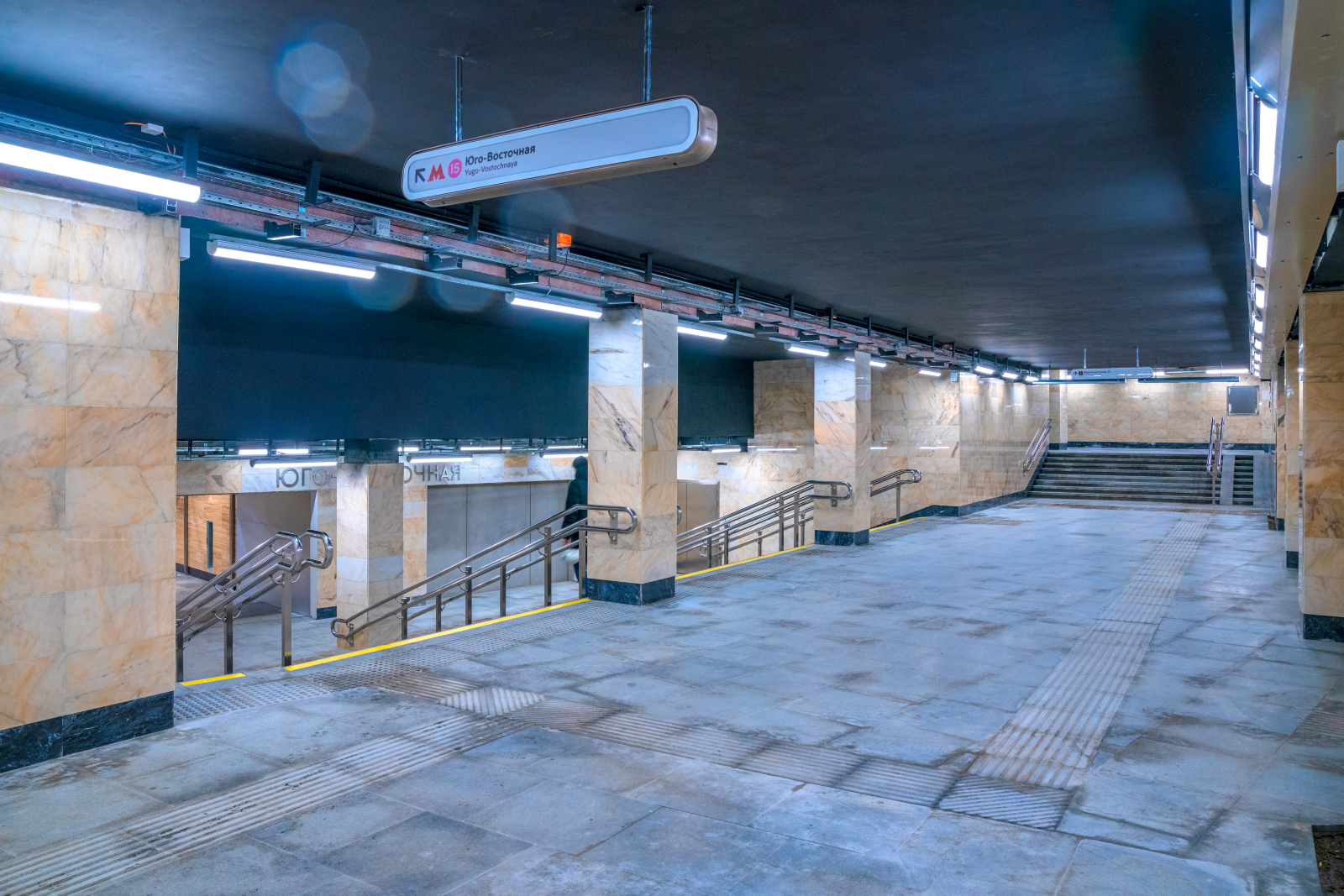
Підземний вестибюль
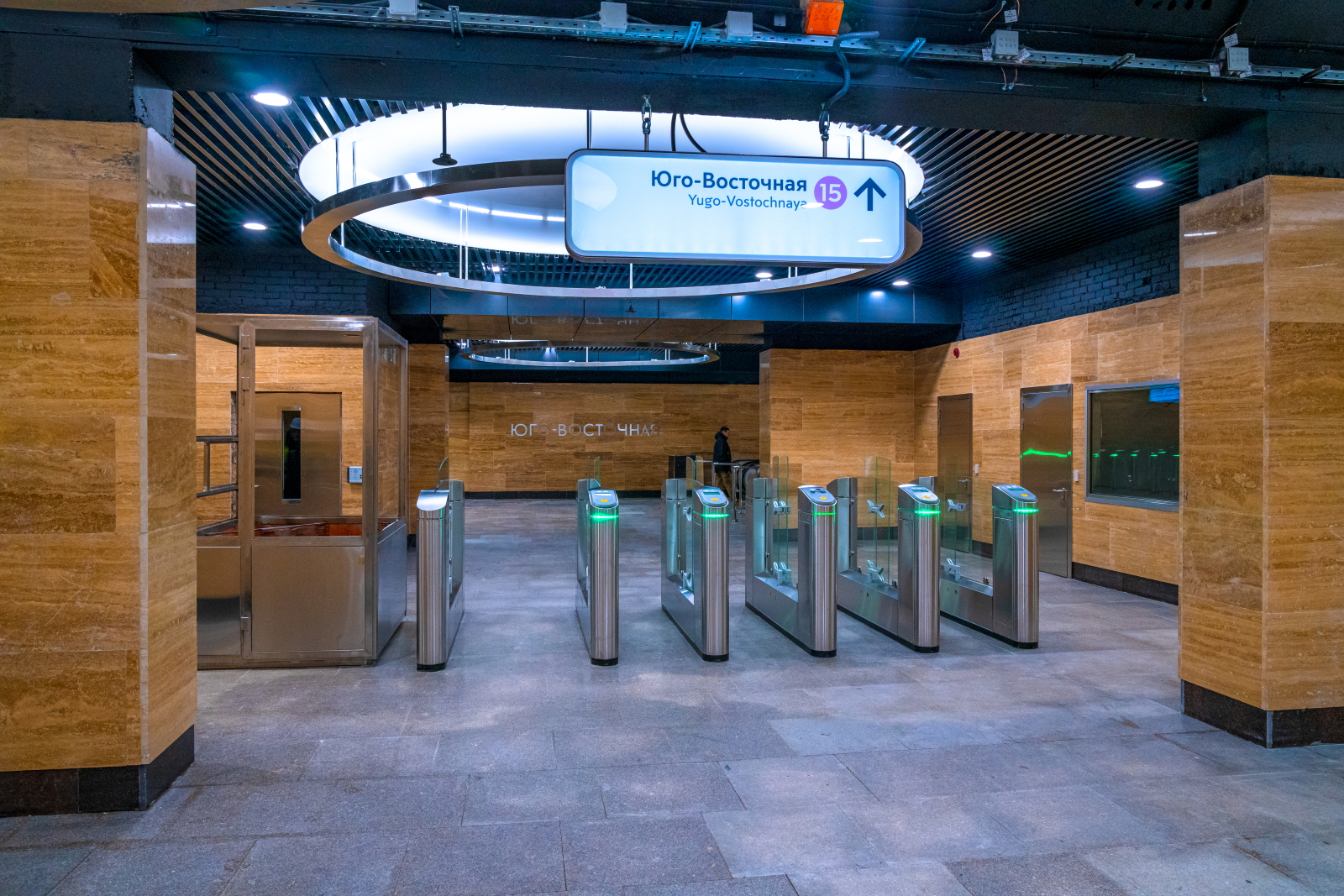
Турнікети
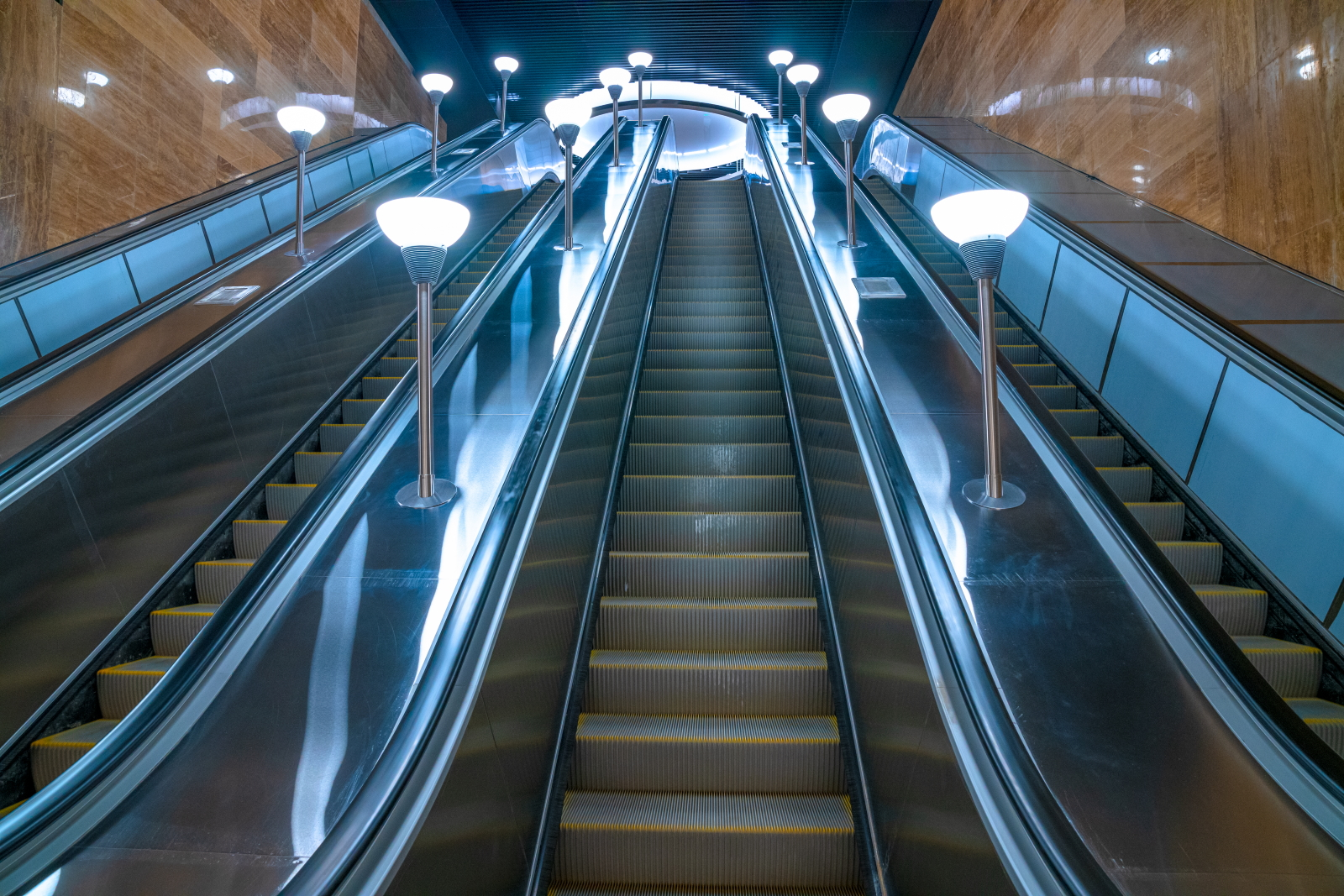
Ескалатори
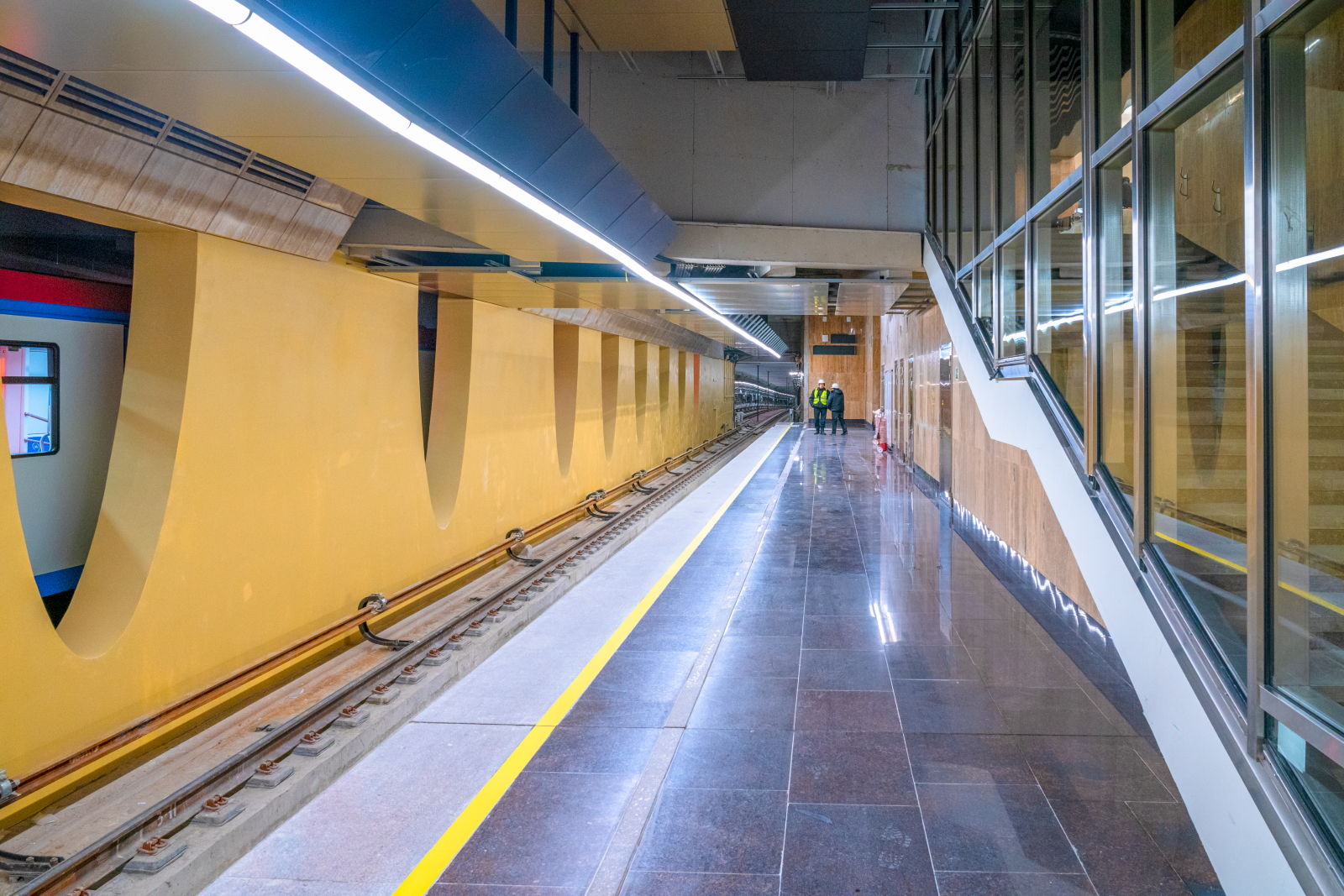
Платформа
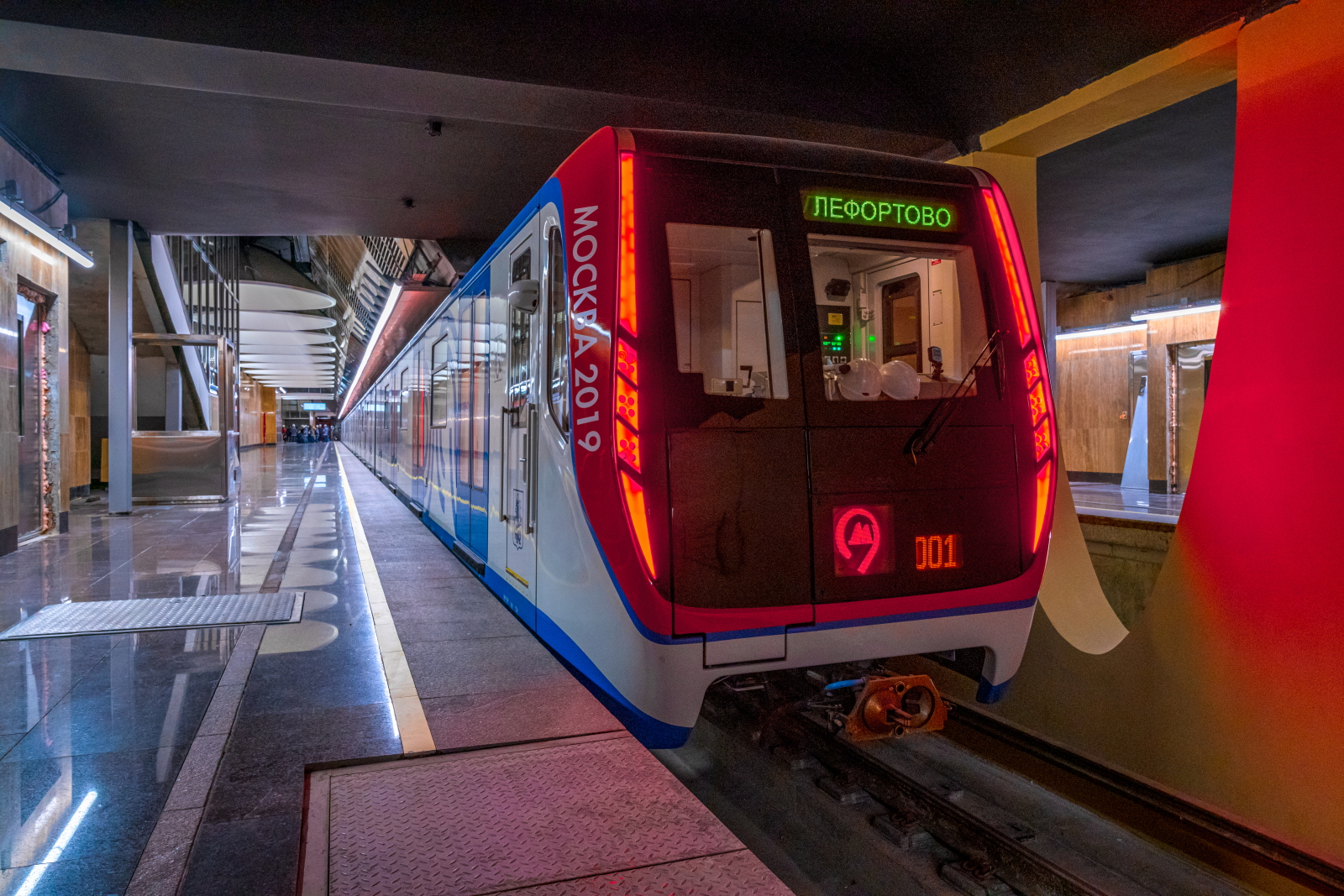
Платформа і поїзд 81-765/766/767 «Москва»